# Máy tính bảng
Máy tính bảng (Tiếng Anh: Tablet computer hay tablet PC), là một thiết bị di động, thông thường có hệ điều hành di động và mạch xử lý, màn hình cảm ứng và viên pin có thể sạc lại để sử dụng rất nhiều lần.
Máy tính bảng cũng có thể làm những gì máy tính cá nhân khác làm, nhưng thiếu một số khả năng đầu vào/đầu ra (I/O) mà các máy tính khác có. Máy tính bảng ngày nay phần lớn giống với điện thoại thông minh hiện đại, điểm khác biệt duy nhất là máy tính bảng tương đối lớn hơn điện thoại thông minh, với màn hình 7 inch (18 cm) hoặc lớn hơn, được đo theo đường chéo, và có thể không hỗ trợ truy cập đến một mạng di động.
Màn hình cảm ứng được vận hành bằng cử chỉ được thực hiện bằng ngón tay hoặc bút kỹ thuật số (bút stylus), thay vì chuột, bàn di chuột và bàn phím như các máy tính lớn hơn. Máy tính bảng có thể được phân loại theo sự có mặt và hình thức bên ngoài của bàn phím vật lý. Hai loại máy tính bảng là slate và booklet, không có bàn phím vật lý, văn bản và những thứ khác được nhập vào bằng cách sử dụng bàn phím ảo hiển thị trên màn hình cảm ứng của chúng. Để bù đắp cho việc thiếu bàn phím vật lý, hầu hết các máy tính bảng có thể kết nối với bàn phím vật lý độc lập bằng Bluetooth hoặc USB không dây; máy tính 2 trong 1 có bàn phím, khác với máy tính bảng.
Hình thức của chiếc máy tính bảng đã được khái niệm hóa vào giữa thế kỷ 20 (Stanley Kubrick mô tả những chiếc máy tính hư cấu trong bộ phim khoa học viễn tưởng năm 2001: A Space Odyssey) và được tạo ra và phát triển trong hai thập kỷ cuối của thế kỷ đó. Năm 2010, Apple đã phát hành iPad, máy tính bảng đại chúng đầu tiên đạt được sự phổ biến rộng rãi. Sau đó, máy tính bảng nhanh chóng phổ biến ở khắp mọi nơi và sớm trở thành một loại sản phẩm lớn được sử dụng cho các ứng dụng cá nhân, giáo dục và nơi làm việc, với doanh số ổn định vào giữa những năm 2010.

## Lịch sử

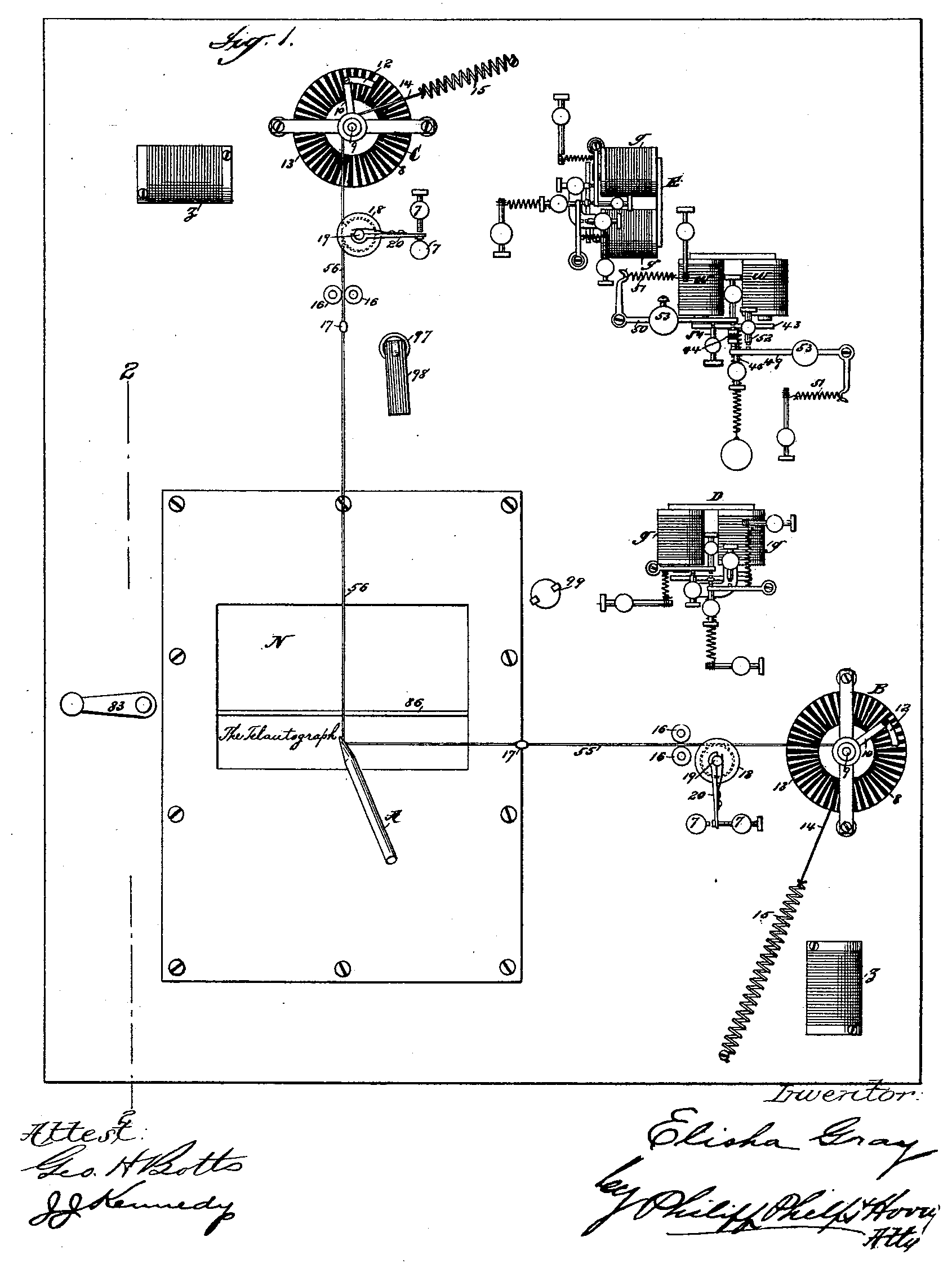
Lược đồ sáng chế máy điện báo 1888

Máy tính bảng và hệ điều hành liên quan của nó bắt đầu với sự phát triển của điện toán bút. Các thiết bị điện tử với dữ liệu được nhập vào và truy xuất trên màn hình thông tin phẳng đã tồn tại từ đầu năm 1888 với máy điện báo, sử dụng một tờ giấy làm màn hình và bút gắn vào bộ truyền động điện cơ. Trong suốt thế kỷ 20, các thiết bị với những đặc điểm này đã được tưởng tượng và được tạo ra từ bản thiết kế, nguyên mẫu và sản phẩm thương mại. Không chỉ từ các viện và trung tâmnghiên cứu, một số công ty đã phát hành các sản phẩm thương mại trong những năm 1980, với nhiều loại sản phẩm nhập vào/truy xuất khác nhau.
Sự phát triển của máy tính bảng đã được kích hoạt bởi một số tiến bộ công nghệ quan trọng. Việc mở rộng quy mô và thu nhỏ nhanh chóng của công nghệ bóng bán dẫn MOSFET (định luật Moore), nền tảng cơ bản của thiết bị di động và thiết bị tính toán, đã giúp cho việc chế tạo các thiết bị thông minh di động như máy tính bảng có thể được tạo ra. Một yếu tố hỗ trợ quan trọng khác là pin lithium-ion, một nguồn năng lượng không thể thiếu cho máy tính bảng, được thương mại hóa bởi Sony và Asahi Kasei vào năm 1991.

### Máy tính bảng phác thảo và nguyên mẫu
Máy tính bảng xuất hiện trong một số tác phẩm khoa học viễn tưởng vào nửa sau thế kỷ 20; tất cả đã giúp quảng bá và phổ biến khái niệm này đến nhiều đối tượng hơn. Những ví dụ bao gồm:
- Isaac Asimov đã mô tả một Máy tính Pad trong cuốn tiểu thuyết Foundation (1951) của ông
- Stanisław Lem đã mô tả Opton trong cuốn tiểu thuyết Trở về từ những vì sao (1961)
- Nhiều thiết bị tương tự đã được mô tả trong Star Trek: The Original Series (1968) của Gene Roddenberry
- Tờ báo của Arthur C. Clarke được mô tả trong phim của Stanley Kubrick 2001: A Space Odyssey (1968)
- Douglas Adams đã mô tả một chiếc máy tính bảng trong The Hitchhiker's Guide to the Galaxy và bộ phim hài cùng tên có liên quan (1978)
- Loạt phim truyền hình khoa học viễn tưởng Star Trek: The Next Generation có các máy tính bảng được chỉ định là PADDs, đáng chú ý là (như với hầu hết các máy tính trong chương trình) sử dụng giao diện màn hình cảm ứng, cả có và không có bút cảm ứng (1987)
- Thương hiệu Star Wars có datapad, được mô tả lần đầu trong cuốn tiểu thuyết năm 1991, Người thừa kế đế chế và được mô tả trên màn ảnh trong bộ phim truyện năm 1999, Star Wars: The Phantom Menace

Hơn nữa, các dự án trong đời thực hoặc được đề xuất hoặc tạo ra máy tính bảng, chẳng hạn như:
- Năm 1968, nhà khoa học máy tính Alan Kay đã hình dung ra một KiddiComp[6][7]; ông đã phát triển và mô tả khái niệm này như một Dynabook trong đề xuất của mình, Một máy tính cá nhân cho trẻ em ở mọi lứa tuổi (1972), phác thảo chức năng tương tự như được cung cấp qua máy tính xách tay hoặc (trong một số hiện thân khác của nó) máy tính bảng hoặc phương tiện máy tính, ngoại trừ tuổi thọ pin gần như vĩnh cửu. Người lớn cũng có thể sử dụng Dynabook, nhưng đối tượng mục tiêu là trẻ em.
- Năm 1979, ý tưởng về một chiếc máy tính bảng màn hình cảm ứng có thể phát hiện ngoại lực tác dụng lên một điểm trên màn hình đã được cấp bằng sáng chế tại Nhật Bản bởi một nhóm tại Hitachi gồm Masao Hotta, Yoshikazu Miyamoto, Norio Yokozawa và Yoshimitsu Oshima,...đã nhận được một bằng sáng chế tại Mỹ cho ý tưởng của họ.[8]
- Năm 1992, Atari giới thiệu cho các nhà phát triển chiếc bút Stylus, sau đó được đổi tên thành ST-Pad. ST-Pad dựa trên nền tảng TOS / GEM Atari ST và tạo mẫu nhận dạng chữ viết tay ban đầu. Công ty Momentus của Shiraz Shivji đã cùng lúc trình diễn một Máy tính Bút dựa trên MS-DOS x86 với giao diện người dùng đồ họa (GUI) của riêng nó.[9]
- Năm 1994, Liên minh Châu Âu khởi xướng dự án NewsPad, lấy cảm hứng từ tác phẩm hư cấu của Clarke và Kubrick. Acorn Computers đã phát triển và cung cấp một máy tính bảng màn hình cảm ứng dựa trên ARM cho chương trình này, đặt tên nó là "NewsPad"; dự án kết thúc vào năm 1997.[10]
- Trong COMDEX tháng 11 năm 2000, Microsoft đã sử dụng thuật ngữ Máy tính bảng để mô tả một thiết bị cầm tay nguyên mẫu mà họ đang trình diễn.[11][12][13]
- Năm 2001, Ericsson Mobile Communications công bố một sản phẩm thử nghiệm tên là DelphiPad, được phát triển với sự hợp tác của Trung tâm Truyền thông Không dây ở Singapore, với màn hình cảm ứng, Netscape Navigator làm trình duyệt web và Linux là hệ điều hành của nó.[14][15]

### Máy tính bảng đầu tiên

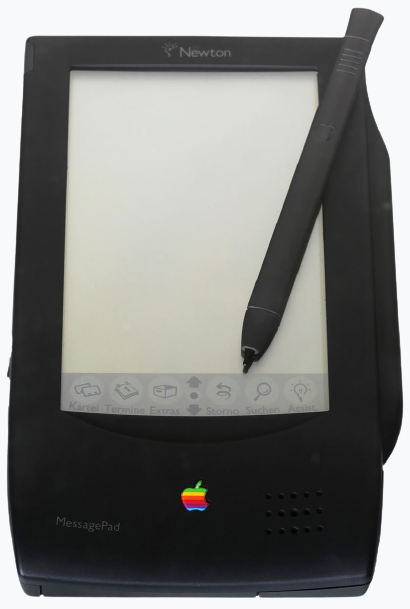
Apple Newton MessagePad, máy tính bảng đầu tiên của Apple, được giới thiệu năm 1993

Sau các sản phẩm máy tính bảng trước đó như Pencept PenPad và CIC Handwriter, vào tháng 9 năm 1989, GRiD Systems đã thành công phát hành máy tính bảng  về mặt thương mại đầu tiên, GRiDPad. Cả ba sản phẩm đều dựa trên các phiên bản mở rộng của hệ điều hành MS-DOS. Năm 1992, IBM đã công bố (vào tháng 4) và chuyển đến các nhà phát triển (vào tháng 10) chiếc ThinkPad 2521, chạy hệ điều hành PenPoint của GO Corporation. Cũng dựa trên PenPoint là EO Personal Communicator của AT&T từ năm 1993, chạy trên phần cứng của AT&T, bao gồm cả CPU AT&T Hobbit của riêng họ. Apple Computer ra mắt trợ lý kỹ thuật số cá nhân Apple Newton vào năm 1993. Nó sử dụng hệ điều hành Newton mới của Apple, ban đầu chạy trên phần cứng do Motorola sản xuất và kết hợp với CPU ARM, mà Apple đã đồng phát triển đặc biệt với Acorn Computers. Hệ điều hành và thiết kế nền tảng sau đó đã được cấp phép cho Sharp và Digital Ocean, những người đã tiếp tục sản xuất các biến thể của riêng họ.
Máy tính sử dụng bút đã được giới truyền thông thổi phồng rất nhiều vào đầu những năm 1990. Microsoft, nhà cung cấp phần mềm PC, đã phát hành Windows cho Pen Computing vào năm 1992 để cạnh tranh với PenPoint OS. Công ty đã khởi động dự án WinPad, hợp tác với các OEM như Compaq, để tạo ra một thiết bị nhỏ có hệ điều hành giống Windows và nhận dạng chữ viết tay. Tuy nhiên dự án đã bị bỏ dở hai năm sau đó; thay vào đó, Windows CE được phát hành dưới dạng "Máy tính cầm tay" vào năm 1996. Năm đó, Palm, Inc. đã phát hành phiên bản PDA cảm ứng và bút cảm ứng PalmPilot dựa trên hệ điều hành Palm đầu tiên, các thiết bị dựa trên cảm ứng ban đầu tích hợp Motorola Dragonball (68000) CPU. Cũng trong năm 1996, Fujitsu đã phát hành máy tính bảng định dạng Stylistic 1000, chạy Microsoft Windows 95, trên CPU AMD486 DX4 100 MHz, với RAM 8 MB cung cấp đầu vào bút cảm ứng, với tùy chọn kết nối Bàn phím và chuột thông thường. Intel công bố máy tính bảng màn hình cảm ứng dựa trên bộ xử lý StrongARM vào năm 1999, với tên gọi WebPAD. Sau đó nó được đổi tên thành "Máy tính bảng Intel Web". Năm 2000, công ty Screen Media AS của Na Uy và công ty Dosch & Amand Gmbh của Đức đã phát hành "FreePad". Nó dựa trên Linux và sử dụng trình duyệt Opera. Truy cập Internet được cung cấp bởi DECT DMAP, chỉ khả dụng ở Châu Âu và được cung cấp lên đến 10Mbit / s. Thiết bị có dung lượng lưu trữ 16 MB, RAM 32 MB và tương thích x86 "Geode" 166 MHz - Bộ vi điều khiển của National Semiconductor. Màn hình có kích thước 10,4 "hoặc 12,1" và cảm ứng nhạy. Nó có các khe cắm thẻ SIM để cho phép hỗ trợ hộp cài đặt TV. FreePad đã được bán ở Na Uy và Trung Đông; nhưng công ty đã bị giải thể vào năm 2003. Sony đã phát hành máy tính bảng Airboard của mình tại Nhật Bản vào cuối năm 2000 với đầy đủ tính năng Internet không dây.

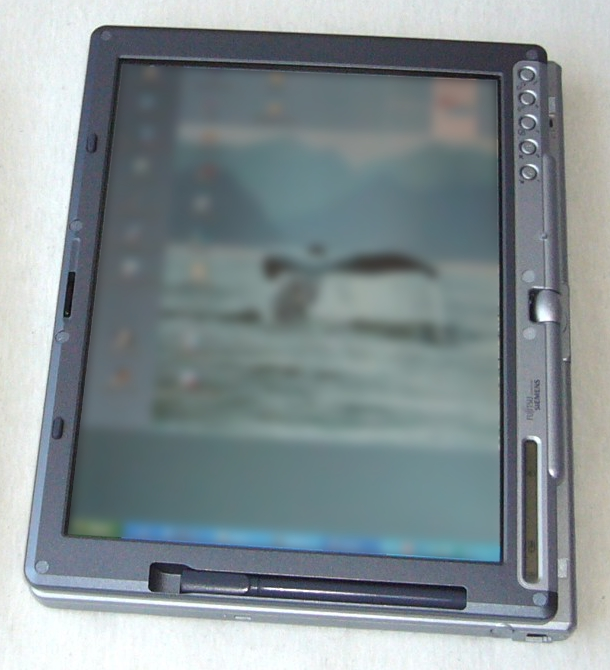
Fujitsu Siemens Lifebook chạy hệ điều hành windows XP năm 2003

Vào cuối những năm 1990, Microsoft ra mắt nền tảng Máy tính cầm tay sử dụng hệ điều hành Windows CE của họ; trong khi hầu hết các thiết bị không phải là máy tính bảng, một số máy tính bảng hỗ trợ cảm ứng đã được phát hành trên nền tảng này như Fujitsu PenCentra 130 hoặc SIMpad của Siemens. Microsoft đã có một cách tiếp cận quan trọng hơn đối với máy tính bảng vào năm 2002 khi cố gắng xác định Microsoft Tablet PC là một máy tính di động cho công việc kinh doanh thực địa, mặc dù các thiết bị của họ đã thất bại, chủ yếu là do các quyết định về giá cả và khả năng sử dụng đã giới hạn chúng với mục đích ban đầu - chẳng hạn vì các thiết bị hiện có quá nặng để có thể cầm bằng một tay trong thời gian dài và có các ứng dụng cũ được tạo cho giao diện máy tính để bàn và không thích ứng tốt với định dạng phương tiện chặn.

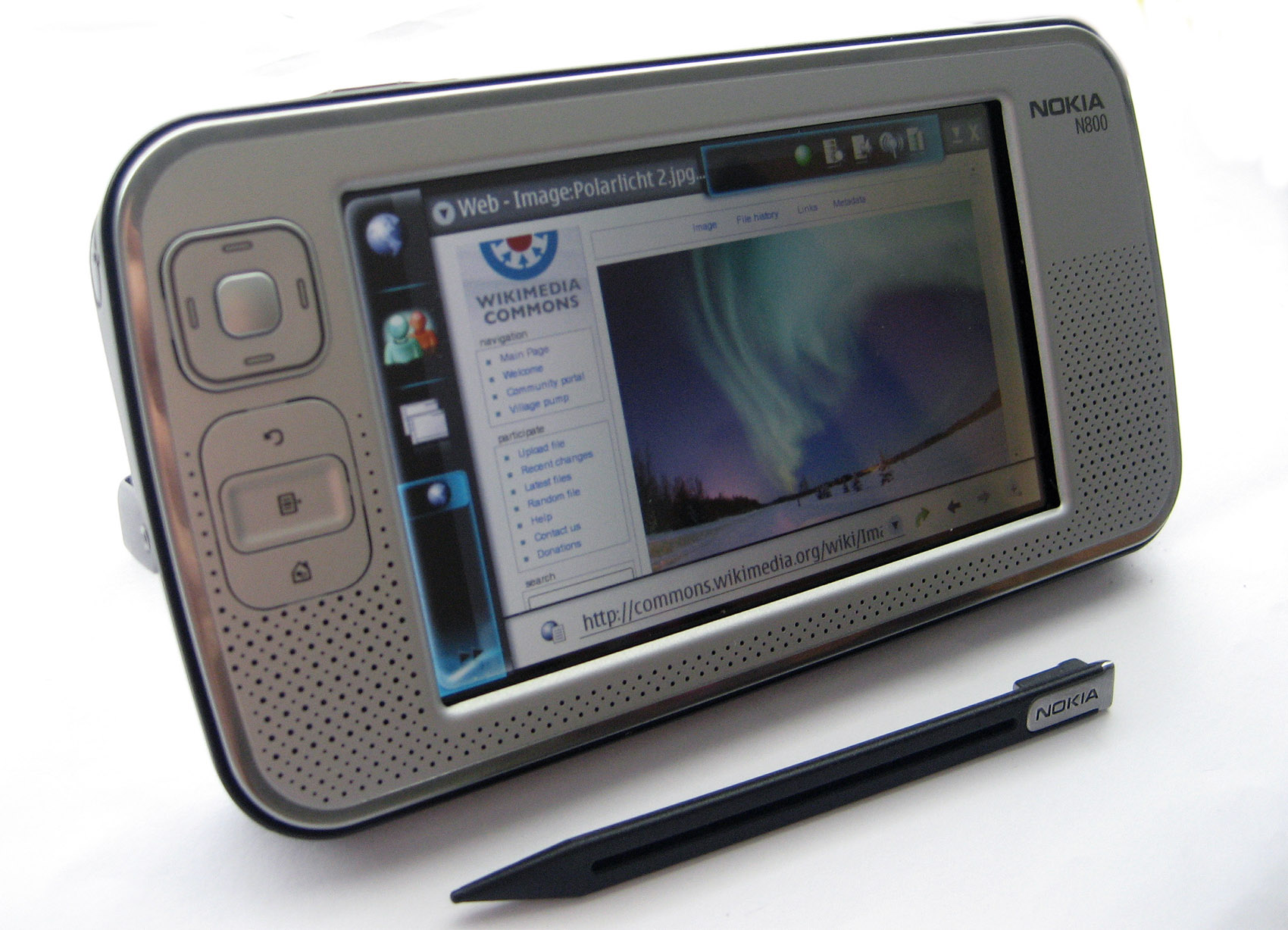
Nokia N800, chiếc tablet đầu tiên của Nokia

Nokia đã có kế hoạch cho một máy tính bảng Internet từ trước năm 2000. Một mẫu đầu tiên được sản xuất thử nghiệm vào năm 2001, Nokia M510, đang chạy trên EPOC và có trình duyệt Opera, loa và màn hình 10 inch 800 × 600 nhưng không phát hành vì lo ngại rằng thị trường chưa sẵn sàng cho nó. Nokia bước vào lĩnh vực máy tính bảng vào tháng 5 năm 2005 với Nokia 770 chạy Maemo, một bản phân phối Linux dựa trên Debian được thiết kế riêng cho dòng máy tính bảng Internet của họ. Giao diện người dùng và lớp khung ứng dụng, được đặt tên là Hildon, là một ví dụ ban đầu của một nền tảng phần mềm cho tính toán chung trong một thiết bị máy tính bảng dành cho việc sử dụng internet. Nhưng Nokia không cam kết coi đây là nền tảng duy nhất cho các thiết bị di động trong tương lai của họ và dự án đã cạnh tranh với các nền tảng nội bộ khác và sau đó thay thế nó bằng Series 60. Nokia đã sử dụng thuật ngữ máy tính bảng internet để chỉ một thiết bị thông tin di động. tập trung vào việc sử dụng Internet và tiêu thụ phương tiện, trong phạm vi giữa trợ lý kỹ thuật số cá nhân (PDA) và PC siêu di động (UMPC). Họ đã sản xuất hai điện thoại di động, N900 chạy Maemo và N9 chạy Meego.
Trước khi phát hành iPad, Axiotron đã giới thiệu một phiên bản hậu mãi, được sửa đổi nhiều của Apple MacBook có tên là Modbook, một máy tính bảng chạy hệ điều hành Mac OS X. Modbook sử dụng Inkwell của Apple để nhận dạng chữ viết tay và cử chỉ, đồng thời sử dụng phần cứng số hóa từ Wacom. Để Mac OS X kết nối với bộ số hóa trên máy tính bảng tích hợp, Modbook đã được cung cấp trình điều khiển của bên thứ ba.
Sau khi ra mắt Máy tính siêu di động, Intel đã bắt đầu sáng kiến Thiết bị Internet Di động, sử dụng cùng một phần cứng và kết hợp nó với một cấu hình Linux đã được phân tích. Intel đã phát triển hệ điều hành Moblin (Linux di động) nhẹ sau khi ra mắt thành công loạt CPU Atom trên netbook. Năm 2010, Nokia và Intel đã kết hợp dự án Maemo và Moblin để tạo thành MeeGo, một hệ điều hành dựa trên Linux hỗ trợ netbook và máy tính bảng. Máy tính bảng đầu tiên sử dụng MeeGo là Neofonie WeTab ra mắt tháng 9 năm 2010 tại Đức. WeTab đã sử dụng phiên bản mở rộng của hệ điều hành MeeGo được gọi là WeTab OS. Hệ điều hành WeTab thêm thời gian chạy cho Android và Adobe AIR, đồng thời cung cấp giao diện người dùng độc quyền được tối ưu hóa cho thiết bị WeTab. Vào ngày 27 tháng 9 năm 2011, Quỹ Linux thông báo rằng MeeGo sẽ được thay thế vào năm 2012 bởi Tizen.

### Máy tính bảng hiện đại

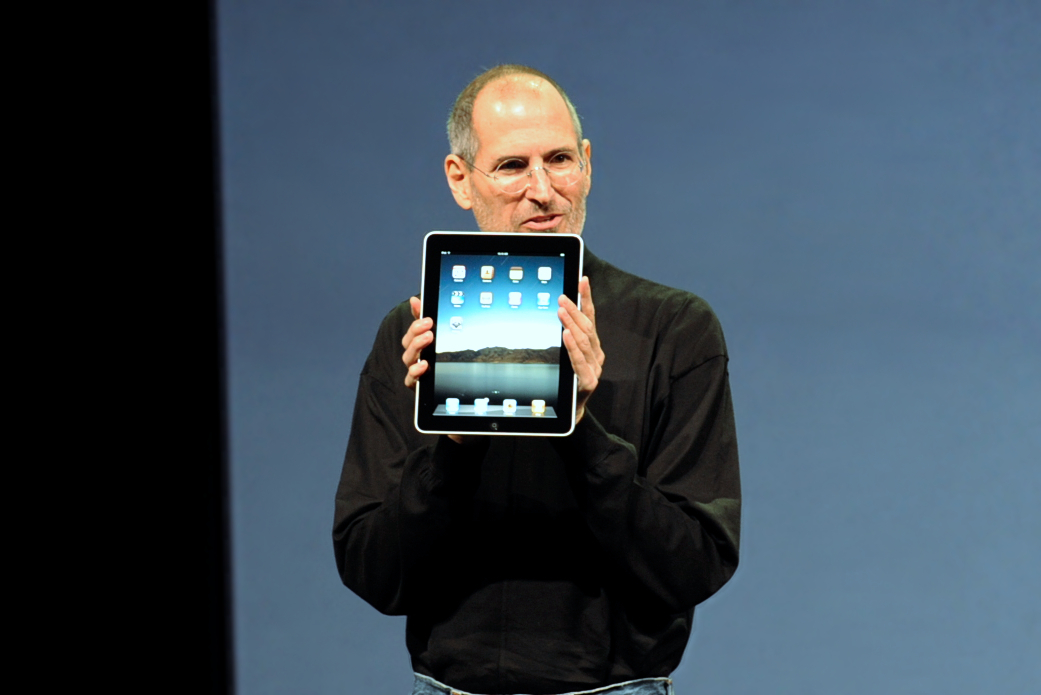
Steve Jobs giới thiệu chiếc iPad đầu tiên tại San Francisco ngày 27/01/2010

Android là nền tảng thống trị đầu tiên của thế kỷ 2000 dành cho máy tính bảng tiếp cận thị trường. Năm 2008, những kế hoạch đầu tiên dành cho máy tính bảng chạy hệ điều hành Android đã xuất hiện. Các sản phẩm đầu tiên được phát hành vào năm 2009. Trong số đó có Archos 5, một mẫu máy bỏ túi với màn hình cảm ứng 5 inch, lần đầu tiên được phát hành với hệ điều hành độc quyền và sau đó (năm 2009) được phát hành với Android 1.4. Camangi WebStation được phát hành vào quý 2 năm 2009. Máy tính bảng LTE Android đầu tiên xuất hiện vào cuối năm 2009 và được sản xuất bởi ICD cho Verizon. Đơn vị này được gọi là Ultra, nhưng một phiên bản có tên là Vega đã được phát hành cùng thời điểm. Ultra có màn hình 7 inch trong khi Vega là 15 inch. Nhiều sản phẩm khác tiếp nối vào năm 2010. Một số nhà sản xuất đã chờ đợi Android Honeycomb, được điều chỉnh đặc biệt để sử dụng cho máy tính bảng, ra mắt vào tháng 2 năm 2011.
Apple thường được ghi nhận vì đã xác định một loại thiết bị tiêu dùng mới với iPad, thiết bị định hình thị trường thương mại cho máy tính bảng trong những năm tiếp theo và là máy tính bảng thành công nhất tại thời điểm phát hành. iPad và các thiết bị cạnh tranh đã được quân đội Mỹ thử nghiệm vào năm 2011 và được cho phép sử dụng an toàn vào năm 2013. Sự ra mắt của nó vào năm 2010 đã đẩy máy tính bảng trở thành xu hướng phổ biến. Galaxy Tab của Samsung và những người khác đã theo sau, tiếp tục xu hướng đối với các tính năng được liệt kê ở trên. Vào tháng 3 năm 2012, Tạp chí PC đã báo cáo rằng 31% người dùng Internet ở Hoa Kỳ sở hữu một máy tính bảng, được sử dụng chủ yếu để xem nội dung đã xuất bản như video và tin tức. Dòng thiết bị bán chạy nhất là iPad của Apple với 100 triệu chiếc được bán từ khi phát hành vào tháng 4 năm 2010 đến giữa tháng 10 năm 2012, nhưng thị phần iPad (số lượng thiết bị) đã giảm xuống 36% vào năm 2013 với máy tính bảng Android tăng lên 62%. Doanh số bán máy tính bảng Android là 121 triệu thiết bị, cộng với 52 triệu, tương ứng từ năm 2012 đến năm 2013. Các thương hiệu riêng lẻ của thiết bị tương thích hoặc hệ điều hành Android theo sau iPad với Kindle Fire của Amazon với 7 triệu và Barnes & Noble's Nook với 5 triệu.
BlackBerry PlayBook được công bố vào tháng 9 năm 2010 chạy hệ điều hành BlackBerry Tablet. BlackBerry PlayBook chính thức được phát hành cho người tiêu dùng Hoa Kỳ và Canada vào ngày 19 tháng 4 năm 2011. Hewlett Packard thông báo rằng TouchPad, chạy WebOS 3.0 trên CPU Qualcomm Snapdragon 1,2 GHz, sẽ được phát hành vào tháng 6 năm 2011. Vào ngày 18 tháng 8 năm 2011, HP đã công bố sự ngừng sản xuất của TouchPad do doanh số bán hàng chậm chạp. Vào năm 2013, Mozilla Foundation đã công bố một mẫu máy tính bảng nguyên mẫu với Foxconn chạy trên Firefox OS. Firefox OS đã bị ngừng cung cấp vào năm 2016. Canonical gợi ý rằng Ubuntu sẽ có sẵn trên máy tính bảng vào năm 2014. Vào tháng 2 năm 2016, có một bản phát hành thương mại của máy tính bảng BQ Aquaris Ubuntu sử dụng hệ điều hành Ubuntu Touch. Canonical đã chấm dứt hỗ trợ cho dự án do không có sự quan tâm của thị trường vào ngày 5 tháng 4 năm 2017 và sau đó nó được UBports thông qua như một dự án cộng đồng.
Tính đến tháng 2 năm 2014, 83% nhà phát triển ứng dụng dành cho thiết bị di động đang nhắm mục tiêu đến máy tính bảng, nhưng 93% nhà phát triển đang nhắm mục tiêu đến điện thoại thông minh. Vào năm 2014, khoảng 23% các công ty B2B được cho là đã triển khai máy tính bảng cho các hoạt động liên quan đến bán hàng, theo một báo cáo khảo sát của Corporate Visions. IPad được sử dụng chủ yếu ở Bắc Mỹ, Tây Âu, Nhật Bản, Úc và hầu hết các nước châu Mỹ. Máy tính bảng Android phổ biến hơn ở hầu hết châu Á (ngoại lệ là Trung Quốc và Nga), châu Phi và Đông Âu. Năm 2015, doanh số bán máy tính bảng không tăng. Apple vẫn là nhà bán hàng lớn nhất nhưng thị phần của nó đã giảm xuống dưới 25%. Phó chủ tịch Samsung, Gary Riding cho biết vào đầu năm 2016 rằng máy tính bảng chỉ hoạt động tốt trong số những người sử dụng chúng cho công việc. Các mẫu mới hơn đắt hơn và được thiết kế cho bàn phím và bút cảm ứng, điều này phản ánh mục đích sử dụng đang thay đổi. Tính đến đầu năm 2016, Android thống trị thị trường với 65%. Apple chiếm vị trí thứ 2 với 26% và Windows đứng thứ 3 với 9% còn lại. Năm 2018, trong số 4,4 tỷ thiết bị điện toán, Android chiếm 2 tỷ, iOS là 1 tỷ và phần còn lại là PC, ở nhiều dạng khác nhau (máy tính để bàn, máy tính xách tay hoặc máy tính bảng), chạy các hệ điều hành khác nhau (Windows, macOS, ChromeOS, Linux, .....).

## Phần mềm

### Hệ điều hành máy tính bảng hiện tại
Máy tính bảng, giống như PC thông thường, sử dụng một số hệ điều hành khác nhau, mặc dù việc khởi động kép rất hiếm. Hệ điều hành máy tính bảng có hai loại:
- Hệ điều hành máy tính để bàn
- Hệ điều hành di động

Máy tính bảng chạy hệ điều hành máy tính để bàn hiện nay thường dày hơn và nặng hơn. Chúng yêu cầu nhiều dung lượng lưu trữ hơn, nhiều khả năng làm mát hơn và cho thời lượng pin ít hơn. Chúng có thể chạy các ứng dụng đồ họa yêu cầu nhiều bộ xử lý ngoài các ứng dụng di động và có nhiều cổng hơn.
Máy tính bảng chạy hệ điều hành di động ngược lại, chỉ chạy các ứng dụng di động. Chúng có thể sử dụng thời lượng pin một cách tiết kiệm vì bộ xử lý nhỏ hơn đáng kể. Điều này cho phép pin kéo dài lâu hơn nhiều so với máy tính xách tay thông thường.
Trong quý 1 năm 2018, máy tính bảng Android chiếm 62% thị phần, iOS của Apple chiếm 23,4% thị phần và Windows 10 chiếm 14,6% thị phần. Vào cuối năm 2021, iOS chiếm 55% thị phần sử dụng trên toàn thế giới (thay đổi theo từng lục địa, ví dụ dưới 50% ở Nam Mỹ và châu Phi) và Android chiếm 45% thị phần sử dụng. Tuy nhiên, máy tính bảng Android có lượng người sử dụng nhiều hơn iOS ở hầu hết tất cả các quốc gia, ngoại trừ một số quốc gia như Mỹ và Trung Quốc.

#### Android
Android là một hệ điều hành dựa trên Linux mà Google cung cấp dưới dạng mã nguồn mở theo giấy phép Apache. Nó được thiết kế chủ yếu cho các thiết bị di động như điện thoại thông minh và máy tính bảng. Android hỗ trợ các hệ thống ARM giá rẻ và các hệ thống khác. Những chiếc máy tính bảng đầu tiên chạy Android được phát hành vào năm 2009. Các nhà cung cấp như Motorola và Lenovo đã trì hoãn việc triển khai máy tính bảng của họ cho đến sau năm 2011, khi Android được làm lại để bao gồm nhiều tính năng hơn cho máy tính bảng. Android 3.0 (Honeycomb), được phát hành vào năm 2011 và các phiên bản sau đó hỗ trợ kích thước màn hình lớn hơn, chủ yếu là máy tính bảng và có quyền truy cập vào dịch vụ Google Play. Android bao gồm hệ điều hành, phần mềm trung gian và các ứng dụng chính. Các nhà cung cấp khác bán máy tính bảng Android tùy chỉnh, chẳng hạn như Kindle Fire và Nook, được sử dụng để tiêu thụ nội dung di động và cung cấp cửa hàng ứng dụng của riêng họ, thay vì sử dụng hệ thống Google Play lớn hơn, do đó phân mảnh thị trường Android. Năm 2022, Google bắt đầu nhấn mạnh trở lại việc phát triển máy tính bảng Android nội bộ — tại thời điểm này, đây là một cam kết kéo dài nhiều năm.

##### Android Go
Một số máy tính bảng được cài sẵn Android Go.

##### Fire OS
Như đã đề cập ở trên, Amazon Fire OS là hệ điều hành di động dựa trên Android được Amazon sản xuất cho dòng máy tính bảng Fire của mình. Nó là một nhánh của Android. Fire OS chủ yếu tập trung vào việc tiêu thụ nội dung, với giao diện người dùng được tùy chỉnh và gắn kết chặt chẽ với nội dung có sẵn từ các cửa hàng và dịch vụ của riêng Amazon.

#### ChromeOS
Vào những năm 2017-2019, một số thiết bị chạy ChromeOS đã được tung ra thị trường, dưới dạng máy tính bảng hoặc máy tính xách tay 2 trong 1 với màn hình cảm ứng và bản lề 360 độ.

#### HarmonyOS
HarmonyOS (HMOS) (tiếng Trung: 鸿蒙; bính âm: Hóngméng) là một hệ điều hành phân tán được Huawei phát triển để cộng tác và kết nối với nhiều thiết bị thông minh trên hệ sinh thái Internet Vạn Vật. Trong thiết kế đa nhân hiện tại của mình, hệ điều hành chọn các nhân phù hợp từ lớp trừu tượng cho các thiết bị có tài nguyên đa dạng. Đối với các thiết bị IoT, hệ thống được biết là dựa trên kernel LiteOS; trong khi đối với điện thoại thông minh và máy tính bảng, nó dựa trên một lớp kernel Linux với các thư viện AOSP để hỗ trợ các ứng dụng APK sử dụng ART thông qua Ark Compiler, ngoài các ứng dụng HarmonyOS gốc..

#### iPadOS
iPad chạy trên hệ điều hành iPadOS. Trước khi iPadOS được giới thiệu vào năm 2019, iPad chạy iOS, hệ điều hành được tạo ra cho iPhone và iPod Touch. Chiếc iPad đầu tiên được phát hành vào năm 2010. Mặc dù được xây dựng trên cùng một nền tảng Unix cơ bản như macOS, nhưng giao diện người dùng của nó hoàn toàn khác biệt. iPadOS được thiết kế cho đầu vào cảm ứng từ ngón tay của người dùng và không có bất kỳ tính năng nào yêu cầu bút stylus trên các máy tính bảng trước đó. Apple đã giới thiệu các cử chỉ đa chạm, chẳng hạn như di chuyển hai ngón tay ra xa hoặc lại gần nhau để phóng to hoặc thu nhỏ, còn được gọi là chụm để phóng to. iPadOS và iOS được xây dựng cho kiến trúc ARM.

#### Phần mềm Kindle
Phần mềm Kindle là một hệ điều hành di động được thiết kế đặc biệt cho máy đọc sách điện tử Kindle của Amazon. Nó dựa trên một kernel Linux tùy chỉnh; tuy nhiên, nó hoàn toàn là mã nguồn đóng và độc quyền, và chỉ chạy trên dòng máy Kindle do Amazon sản xuất dưới thương hiệu Amazon.

#### Phần mềm hệ thống Nintendo Switch
Phần mềm hệ thống Nintendo Switch (còn được gọi bằng tên mã Horizon) là phần mềm cơ sở và hệ điều hành có thể cập nhật được được sử dụng bởi bảng điều khiển trò chơi video/máy tính bảng lai Nintendo Switch và bảng điều khiển trò chơi cầm tay Nintendo Switch Lite. Nó được dựa trên một microkernel độc quyền. Giao diện người dùng bao gồm màn hình HOME, bao gồm thanh trên, trình xem ảnh chụp màn hình ("Album") và các phím tắt đến Nintendo eShop, Tin tức và Cài đặt.

#### Phần mềm hệ thống PlayStation Vita
Phần mềm hệ thống PlayStation Vita là phần mềm hệ thống và firmware chính thức cho các máy chơi trò chơi điện tử PlayStation Vita và PlayStation TV. Nó sử dụng LiveArea làm giao diện người dùng đồ họa của nó. Phần mềm hệ thống PlayStation Vita có một thành phần bổ trợ tùy chọn, đó là Gói thời gian chạy PlayStation Mobile. Hệ thống được xây dựng trên nền tảng Unix có nguồn gốc từ FreeBSD và NetBSD. Do khả năng lướt web và khả năng đa phương tiện của nó, nó được coi là máy tính bảng chơi game hoặc thay thế máy tính bảng bởi cộng đồng và nhà đánh giá/nhà xuất bản.

#### Ubuntu Touch
Ubuntu Touch là một phiên bản di động mã nguồn mở (GPL) của hệ điều hành Ubuntu được phát triển lần đầu tiên vào năm 2013 bởi Canonical Ltd. và được tiếp tục bởi UBports Foundation, một tổ chức phi lợi nhuận vào năm 2017. Ubuntu Touch có thể chạy trên nền tảng GNU/Linux thuần túy trên điện thoại có trình điều khiển cần thiết, chẳng hạn như Librem 5 và PinePhone. Để kích hoạt phần cứng ban đầu được xuất xưởng với Android, Ubuntu Touch sử dụng nhân Linux của Android, sử dụng trình điều khiển và dịch vụ của Android thông qua vùng chứa LXC, nhưng không sử dụng bất kỳ mã Java nào của Android. Tính đến tháng 2 năm 2022, Ubuntu Touch có sẵn trên 78 điện thoại và máy tính bảng. UBports Installer hoạt động như một công cụ dễ sử dụng cho phép người dùng không có kinh nghiệm cài đặt hệ điều hành trên các thiết bị của bên thứ ba mà không làm hỏng phần cứng của họ.

#### Windows
Sau Windows for Pen Computing cho Windows 3.1 vào năm 1991, Microsoft đã hỗ trợ máy tính bảng chạy Windows XP dưới tên Microsoft Tablet PC. Microsoft Tablet PC là máy tính cá nhân x86 đầy đủ chức năng, hỗ trợ bút viết tay và nhận dạng giọng nói. Windows XP Tablet PC Edition cung cấp hỗ trợ bút viết tay. Hỗ trợ máy tính bảng đã được thêm vào cả phiên bản Home và Business của Windows Vista và Windows 7. Máy tính bảng chạy Windows có thể sử dụng màn hình cảm ứng để nhập chuột, nhận dạng viết tay và hỗ trợ cử chỉ. Sau Tablet PC, Microsoft đã công bố sáng kiến Ultra-mobile PC vào năm 2006, đưa máy tính bảng Windows trở thành một thiết bị nhỏ hơn, tập trung vào cảm ứng. Năm 2008, Microsoft đã giới thiệu một mẫu thử nghiệm máy tính bảng hai màn hình có tên là Microsoft Courier, nhưng đã hủy bỏ dự án.
Năm 2012, Microsoft phát hành Windows 8, với những thay đổi đáng kể đối với nhiều khía cạnh của giao diện người dùng và nền tảng của hệ điều hành, được thiết kế cho các thiết bị cảm ứng như máy tính bảng. Hệ điều hành cũng giới thiệu một cửa hàng ứng dụng và một phong cách ứng dụng mới được tối ưu hóa chủ yếu để sử dụng trên máy tính bảng. Microsoft cũng giới thiệu Windows RT, một phiên bản của Windows 8 dành cho các thiết bị dựa trên ARM. Việc ra mắt Windows 8 và RT được đi kèm với việc phát hành các thiết bị có hai hệ điều hành này của nhiều nhà sản xuất khác nhau (bao gồm cả Microsoft với việc phát hành Surface), chẳng hạn như máy tính bảng, máy tính lai và máy tính có thể chuyển đổi.
Được phát hành vào tháng 7 năm 2015, Windows 10 giới thiệu những gì Microsoft mô tả là "ứng dụng vạn năng"; mở rộng trên các ứng dụng kiểu Metro, các ứng dụng này có thể được thiết kế để chạy trên nhiều dòng sản phẩm của Microsoft với mã gần như giống hệt nhau - bao gồm PC, máy tính bảng, điện thoại thông minh, hệ thống nhúng, Xbox One, Surface Hub và Windows Holographic. Giao diện người dùng của Windows đã được sửa đổi để xử lý các chuyển tiếp giữa giao diện dành cho chuột và giao diện tối ưu hóa cho màn hình cảm ứng dựa trên các thiết bị đầu vào có sẵn - đặc biệt là trên PC 2 trong 1; cả hai giao diện đều bao gồm menu Start được cập nhật. Windows 10 đã thay thế tất cả các phiên bản Windows trước đó.

#### Hệ điều hành Hybrid OS operation
Một số công ty phần cứng đã xây dựng các thiết bị lai với khả năng hoạt động với cả hệ điều hành Android và Windows Phone (hoặc trong một số ít trường hợp là Windows 8.1, như với Asus Transformer Book Duet, hiện đã bị hủy bỏ). Tuy nhiên, Ars Technica đã tuyên bố rằng: "Các thiết bị hai hệ điều hành luôn là những sản phẩm tồi tệ. Windows và Android hầu như không bao giờ giao tiếp với nhau, vì vậy bất kỳ thiết bị hai hệ điều hành nào cũng có nghĩa là phải xử lý các ứng dụng, dữ liệu và bộ lưu trữ riêng biệt và các giao diện người dùng hoàn toàn khác nhau. Vì vậy, từ góc độ của người tiêu dùng, Microsoft và Google thực sự chỉ đang cứu các OEM khỏi việc sản xuất hàng tấn thiết bị cồng kềnh mà không ai muốn sử dụng."

### Hệ điều hành máy tính bảng đã ngừng hoạt động

#### BlackBerry 10
BlackBerry 10 (dựa trên QNX OS) là hệ điều hành máy tính bảng của BlackBerry. Là một hệ điều hành dành cho điện thoại thông minh, nó là mã nguồn đóng và độc quyền, và chỉ chạy trên điện thoại và máy tính bảng do BlackBerry sản xuất.
Là một trong những nền tảng thống trị thế giới vào cuối những năm 2000, thị phần toàn cầu của nó đã giảm đáng kể vào giữa những năm 2010. Vào cuối năm 2016, BlackBerry đã thông báo rằng họ sẽ tiếp tục hỗ trợ hệ điều hành này, với lời hứa sẽ phát hành phiên bản 10.3.3. Do đó, BlackBerry 10 sẽ không nhận được bất kỳ bản cập nhật lớn nào vì BlackBerry và các đối tác của họ sẽ tập trung hơn vào việc phát triển nền tảng Android.

#### Hệ điều hành BlackBerry Tablet OS
BlackBerry Tablet OS là một hệ điều hành của BlackBerry Ltd dựa trên hệ điều hành thời gian thực QNX Neutrino được thiết kế để chạy các ứng dụng Adobe AIR và BlackBerry WebWorks, hiện có sẵn cho máy tính bảng BlackBerry PlayBook. BlackBerry Tablet OS là máy tính bảng đầu tiên chạy hệ điều hành từ QNX (nay là công ty con của RIM).
BlackBerry Tablet OS hỗ trợ các ứng dụng BlackBerry Java tiêu chuẩn. Hỗ trợ cho các ứng dụng Android cũng đã được công bố, thông qua các "trình phát ứng dụng" hộp cát có thể được các nhà phát triển chuyển đổi hoặc người dùng cài đặt thông qua sideloading. Một Bộ phát triển gốc BlackBerry Tablet OS, để phát triển các ứng dụng gốc với công cụ GNU hiện đang trong giai đoạn thử nghiệm beta kín. Thiết bị đầu tiên chạy BlackBerry Tablet OS là máy tính bảng BlackBerry PlayBook.

### Cửa hàng ứng dụng
Các ứng dụng không được cài đặt sẵn cùng với hệ thống được cung cấp thông qua phân phối trực tuyến. Các nguồn này, được gọi là cửa hàng ứng dụng, cung cấp các danh mục phần mềm tập trung và cho phép mua, cài đặt và cập nhật phần mềm trên thiết bị chỉ bằng một cú nhấp chuột.
Các nhà cung cấp thiết bị di động có thể áp dụng phương pháp "vườn có tường", trong đó nhà cung cấp kiểm soát những ứng dụng phần mềm ("apps") nào có sẵn. Bộ phát triển phần mềm (SDK) bị giới hạn cho các nhà phát triển phần mềm được phê duyệt. Điều này có thể được sử dụng để giảm thiểu tác động của phần mềm độc hại, cung cấp cho phần mềm xếp hạng nội dung được phê duyệt, kiểm soát chất lượng ứng dụng và loại trừ các nhà cung cấp cạnh tranh. Apple, Google, Amazon, Microsoft và Barnes & Noble đều áp dụng chiến lược này. B&N ban đầu cho phép cài đặt các ứng dụng tùy ý, nhưng vào tháng 12 năm 2011, họ đã loại trừ các bên thứ ba. Apple và IBM đã đồng ý hợp tác trong việc bán chéo các ứng dụng do IBM phát triển cho iPad và iPhone trong các tài khoản cấp doanh nghiệp. Những người ủng hộ phần mềm nguồn mở cho rằng iPad (hoặc cách tiếp cận cửa hàng ứng dụng "khu vườn có tường bao") vi phạm tinh thần kiểm soát cá nhân mà máy tính cá nhân truyền thống luôn cung cấp.

## Bán hàng
Khoảng năm 2010, việc sử dụng máy tính bảng trong doanh nghiệp đã tăng vọt, khi các doanh nghiệp bắt đầu sử dụng chúng cho các hội nghị, sự kiện và triển lãm thương mại. Năm 2012, Intel báo cáo rằng chương trình máy tính bảng của họ đã cải thiện năng suất cho khoảng 19.000 nhân viên của họ trung bình 57 phút mỗi ngày. Vào tháng 10 năm 2012, lô hàng màn hình hiển thị cho máy tính bảng bắt đầu vượt quá lô hàng màn hình hiển thị cho máy tính xách tay. Máy tính bảng ngày càng được sử dụng trong ngành xây dựng để xem bản vẽ, tài liệu thực địa và các thông tin liên quan khác trên thiết bị thay vì phải mang theo một lượng lớn giấy tờ. Time đã mô tả sự phổ biến của sản phẩm là một "cơn sốt máy tính bảng toàn cầu" trong một bài báo tháng 11 năm 2012.
Tính đến đầu năm 2014, 44% người tiêu dùng trực tuyến ở Mỹ sở hữu máy tính bảng, tăng mạnh so với mức 5% vào năm 2011. Việc sử dụng máy tính bảng cũng trở nên phổ biến hơn ở trẻ em. Một khảo sát năm 2014 cho thấy điện thoại di động là đồ vật được sử dụng nhiều nhất để chơi đùa trong số trẻ em Mỹ dưới 12 tuổi. Điện thoại di động được sử dụng nhiều hơn trong khi chơi đùa so với máy chơi game điện tử, trò chơi hội đồng, trò chơi ghép hình, phương tiện chơi đùa, khối xây dựng và búp bê/nhân vật hành động. Mặc dù vậy, phần lớn phụ huynh cho biết điện thoại di động "không bao giờ" hoặc chỉ "đôi khi" là đồ chơi. Tính đến năm 2014, gần hai phần ba trẻ em Mỹ từ 2 đến 10 tuổi có quyền truy cập vào máy tính bảng hoặc máy đọc sách điện tử. Việc sử dụng máy tính bảng rộng rãi của người lớn là để làm TV cá nhân được kết nối Internet. Một nghiên cứu năm 2015 cho thấy một phần ba trẻ em dưới 5 tuổi có thiết bị máy tính bảng riêng.
Sau khi doanh số tăng nhanh trong những năm đầu thập niên 2010, thị trường máy tính bảng đã chững lại vào năm 2015 và đến quý 3 năm 2018 doanh số đã giảm 35% so với mức đỉnh vào quý 3 năm 2014. Mặc dù vậy, doanh số máy tính bảng trên toàn thế giới đã vượt qua doanh số máy tính để bàn vào năm 2017, và doanh số PC trên toàn thế giới không thay đổi trong quý đầu tiên năm 2018. Năm 2020, thị trường máy tính bảng đã chứng kiến sự gia tăng mạnh mẽ về doanh số với 164 triệu đơn vị máy tính bảng được xuất xưởng trên toàn thế giới do nhu cầu lớn về làm việc từ xa và học trực tuyến.
|                | 2010  | 2011 | 2012  | 2013  | 2014                                                  | 2015  | 2016  | 2017  | 2018  | 2019  | 2020  | 2021  | 2022  |
| -------------- | ----- | ---- | ----- | ----- | ----------------------------------------------------- | ----- | ----- | ----- | ----- | ----- | ----- | ----- | ----- |
| Đơn vị (triệu) | 17.6  | 60.0 | 116.3 | 195.4 | 216.0 (ước tính của Gartner) 230.1 (ước tính của IDC) | 206.8 | 174.8 | 163.5 | 146.2 | 144.1 | 164.1 | 168.8 | 162.8 |
| Phát triển (%) | 240.9 | 93.8 | 68.0  | 10.5  | −10.1 (ước tính của IDC)                              | −15.6 | −6.5  |       |       |       |       |       |       |

Số liệu từ năm 2010 đến năm 2014 được ước tính bởi Gartner . Số liệu từ năm 2014 đến năm 2021 được IDC ước tính.

### Theo nhà sản xuất
| Thị phần máy tính bảng toàn cầu theo lô hàng, phần trăm | Thị phần máy tính bảng toàn cầu theo lô hàng, phần trăm | Thị phần máy tính bảng toàn cầu theo lô hàng, phần trăm | Thị phần máy tính bảng toàn cầu theo lô hàng, phần trăm | Thị phần máy tính bảng toàn cầu theo lô hàng, phần trăm | Thị phần máy tính bảng toàn cầu theo lô hàng, phần trăm | Thị phần máy tính bảng toàn cầu theo lô hàng, phần trăm | Thị phần máy tính bảng toàn cầu theo lô hàng, phần trăm | Thị phần máy tính bảng toàn cầu theo lô hàng, phần trăm | Thị phần máy tính bảng toàn cầu theo lô hàng, phần trăm | Thị phần máy tính bảng toàn cầu theo lô hàng, phần trăm | Thị phần máy tính bảng toàn cầu theo lô hàng, phần trăm | Thị phần máy tính bảng toàn cầu theo lô hàng, phần trăm | Thị phần máy tính bảng toàn cầu theo lô hàng, phần trăm | Thị phần máy tính bảng toàn cầu theo lô hàng, phần trăm | Thị phần máy tính bảng toàn cầu theo lô hàng, phần trăm | Thị phần máy tính bảng toàn cầu theo lô hàng, phần trăm | Thị phần máy tính bảng toàn cầu theo lô hàng, phần trăm | Thị phần máy tính bảng toàn cầu theo lô hàng, phần trăm | Thị phần máy tính bảng toàn cầu theo lô hàng, phần trăm | Thị phần máy tính bảng toàn cầu theo lô hàng, phần trăm | Thị phần máy tính bảng toàn cầu theo lô hàng, phần trăm | Thị phần máy tính bảng toàn cầu theo lô hàng, phần trăm | Thị phần máy tính bảng toàn cầu theo lô hàng, phần trăm | Thị phần máy tính bảng toàn cầu theo lô hàng, phần trăm | Thị phần máy tính bảng toàn cầu theo lô hàng, phần trăm |
| Xếp hạng                                                | Q3 2011                                                 | Q3 2011                                                 | Q3 2012                                                 | Q3 2012                                                 | Q3 2013                                                 | Q3 2013                                                 | Q3 2014                                                 | Q3 2014                                                 | Q3 2015                                                 | Q3 2015                                                 | Q3 2016                                                 | Q3 2016                                                 | Q3 2017                                                 | Q3 2017                                                 | Q3 2018                                                 | Q3 2018                                                 | Q3 2019                                                 | Q3 2019                                                 | Q3 2020                                                 | Q3 2020                                                 | Q3 2021                                                 | Q3 2021                                                 | Q3 2022                                                 | Q3 2022                                                 |                                                         |
| ------------------------------------------------------- | ------------------------------------------------------- | ------------------------------------------------------- | ------------------------------------------------------- | ------------------------------------------------------- | ------------------------------------------------------- | ------------------------------------------------------- | ------------------------------------------------------- | ------------------------------------------------------- | ------------------------------------------------------- | ------------------------------------------------------- | ------------------------------------------------------- | ------------------------------------------------------- | ------------------------------------------------------- | ------------------------------------------------------- | ------------------------------------------------------- | ------------------------------------------------------- | ------------------------------------------------------- | ------------------------------------------------------- | ------------------------------------------------------- | ------------------------------------------------------- | ------------------------------------------------------- | ------------------------------------------------------- | ------------------------------------------------------- | ------------------------------------------------------- | ------------------------------------------------------- |
| 1                                                       | Apple                                                   | 61.5                                                    | Apple                                                   | 50.4                                                    | Apple                                                   | 29.6                                                    | Apple                                                   | 22.8                                                    | Apple                                                   | 20.3                                                    | Apple                                                   | 21.5                                                    | Apple                                                   | 25.8                                                    | Apple                                                   | 26.6                                                    | Apple                                                   | 31.4                                                    | Apple                                                   | 29.2                                                    | Apple                                                   | 34.6                                                    | Apple                                                   | 37.5                                                    |                                                         |
| 2                                                       | Samsung                                                 | 5.6                                                     | Samsung                                                 | 18.4                                                    | Samsung                                                 | 20.4                                                    | Samsung                                                 | 18.3                                                    | Samsung                                                 | 16.5                                                    | Samsung                                                 | 15.1                                                    | Samsung                                                 | 15.0                                                    | Samsung                                                 | 14.6                                                    | Amazon                                                  | 14.5                                                    | Samsung                                                 | 19.8                                                    | Samsung                                                 | 17.7                                                    | Samsung                                                 | 18.4                                                    |                                                         |
| 3                                                       | HP                                                      | 5.0                                                     | Amazon                                                  | 9.0                                                     | Asus                                                    | 7.4                                                     | Asus                                                    | 6.5                                                     | Lenovo                                                  | 6.3                                                     | Amazon                                                  | 7.3                                                     | Amazon                                                  | 10.9                                                    | Amazon                                                  | 12.0                                                    | Samsung                                                 | 12.3                                                    | Amazon                                                  | 11.4                                                    | Amazon                                                  | 11.1                                                    | Amazon                                                  | 11.1                                                    |                                                         |
| 4                                                       | Barnes & Noble                                          | 4.5                                                     | Asus                                                    | 8.6                                                     | Lenovo                                                  | 4.8                                                     | Lenovo                                                  | 5.7                                                     | Asus                                                    | 4.0                                                     | Lenovo                                                  | 6.3                                                     | Huawei                                                  | 7.5                                                     | Huawei                                                  | 8.9                                                     | Huawei                                                  | 9.5                                                     | Huawei                                                  | 10.2                                                    | Lenovo                                                  | 10.1                                                    | Lenovo                                                  | 7.0                                                     |                                                         |
| 5                                                       | Asus                                                    | 4.0                                                     | Lenovo                                                  | 1.4                                                     | Acer                                                    | 2.5                                                     | RCA                                                     | 6.9                                                     | Huawei                                                  | 3.7                                                     | Huawei                                                  | 5.6                                                     | Lenovo                                                  | 7.4                                                     | Lenovo                                                  | 6.3                                                     | Lenovo                                                  | 6.7                                                     | Lenovo                                                  | 8.6                                                     | Huawei                                                  | 5.4                                                     | Huawei                                                  | 6.2                                                     |                                                         |
| Khác                                                    |                                                         |                                                         |                                                         | 12.2                                                    |                                                         | 35.3                                                    |                                                         | 41.8                                                    |                                                         | 49.1                                                    |                                                         | 44.2                                                    |                                                         | 33.3                                                    |                                                         | 31.6                                                    |                                                         | 25.5                                                    |                                                         | 20.9                                                    |                                                         | 21.1                                                    |                                                         | 19.7                                                    |                                                         |

### Theo hệ điều hành
Theo một khảo sát được thực hiện bởi Hiệp hội các nhà xuất bản trực tuyến (OPA) hiện được gọi là Digital Content Next (DCN) vào tháng 3 năm 2012, họ thấy rằng 72% chủ sở hữu máy tính bảng có iPad, trong khi 32% có máy tính bảng Android. Đến năm 2012, việc sử dụng máy tính bảng Android đã tăng lên. 52% chủ sở hữu máy tính bảng sở hữu iPad, trong khi 51% sở hữu máy tính bảng chạy Android (tỷ lệ phần trăm không cộng lại thành 100% vì một số chủ sở hữu máy tính bảng sở hữu nhiều hơn một loại). Đến cuối năm 2013, thị phần của Android đã tăng lên 61,9%, tiếp theo là iOS với 36%. Đến cuối năm 2014, thị phần của Android đã tăng lên 72%, tiếp theo là iOS với 22,3% và Windows với 5,7%. Đến đầu năm 2016, Android có thị phần 65%, Apple có thị phần 26% và Windows có thị phần 9%. Trong quý 1 năm 2018, máy tính bảng Android có thị phần 62%, iOS của Apple có thị phần 23,4% và Windows 10 có thị phần 14,6%.
|         | Thị phần (Quý 3 năm 2022) |
| ------- | ------------------------- |
| Android | 49%                       |
| IPadOS  | 38%                       |
| Windows | 11%                       |
| Khác    | 2%                        |

Nguồn: Strategy Analytics

## Sử dụng

### Ngủ
Ánh sáng xanh từ màn hình máy tính bảng có thể ảnh hưởng đến khả năng chìm vào giấc ngủ của bạn khi đọc vào ban đêm, thông qua việc ức chế melatonin. Các chuyên gia tại Trường Y Harvard khuyên bạn nên hạn chế sử dụng máy tính bảng để đọc vào buổi tối. Những người có đồng hồ sinh học bị chậm, chẳng hạn như thanh thiếu niên, khiến họ dễ thức khuya và ngủ muộn hơn vào buổi sáng, có thể có nguy cơ cao hơn bị thiếu ngủ. Một ứng dụng PC như F.lux và các ứng dụng Android như CF.lumen và Twilight cố gắng giảm tác động đến giấc ngủ bằng cách lọc ánh sáng xanh khỏi màn hình. iOS 9.3 bao gồm Night Shift, chuyển màu sắc của màn hình thiết bị sang tông màu ấm hơn vào các buổi tối.

### Trên máy bay
Vì nhiều lý do, trong đó có sóng điện từ phát ra từ loại thiết bị này, việc sử dụng bất kỳ loại thiết bị điện tử nào trong các giai đoạn cất cánh và hạ cánh đều bị cấm hoàn toàn trên các chuyến bay thương mại. Vào ngày 13 tháng 11 năm 2013, Cơ quan An toàn Hàng không châu Âu (EASA) đã thông báo rằng việc sử dụng thiết bị di động có thể được cho phép trên các chuyến bay của các hãng hàng không châu Âu trong các giai đoạn này từ năm 2014 trở đi, với điều kiện các chức năng di động bị tắt ("chế độ máy bay" được kích hoạt). Vào tháng 9 năm 2014, EASA đã ban hành hướng dẫn cho phép các hãng hàng không EU cho phép sử dụng máy tính bảng, máy đọc sách điện tử, điện thoại thông minh và các thiết bị điện tử cầm tay khác mà không cần bật chế độ máy bay trong tất cả các giai đoạn của các chuyến bay EU; tuy nhiên, mỗi hãng hàng không phải quyết định có cho phép hành vi này hay không. Tại Hoa Kỳ, Cục Quản lý Hàng không Liên bang đã cho phép sử dụng các thiết bị điện tử di động trong tất cả các giai đoạn của chuyến bay khi ở chế độ máy bay vào cuối năm 2013.

### Du lịch
Một số di tích lịch sử của Pháp được trang bị máy tính bảng cảm ứng kỹ thuật số gọi là "HistoPad". Đây là một ứng dụng được tích hợp với iPad Mini cho phép tương tác thực tế tăng cường và thực tế ảo với một số phần của chuyến tham quan, du khách có thể tự mình kiểm soát chuyến tham quan theo cách tương tác và được cá nhân hóa.

### Sử dụng chuyên nghiệp cho các ngành cụ thể
Một số chuyên gia - chẳng hạn như trong ngành xây dựng, chuyên gia bảo hiểm, nhân viên cứu hộ hoặc người khảo sát - sử dụng các mẫu máy tính bảng chuyên dụng ngoài trời có thể chịu được sốc nóng hoặc lạnh khắc nghiệt hoặc môi trường khí hậu khắc nghiệt. Một số thiết bị được cứng hóa để chống rơi và vỡ màn hình. Ví dụ, máy tính bảng được trang bị kết nối vệ tinh như Thorium X, có thể được sử dụng ở những khu vực không có kết nối nào khác. Đây là một tính năng có giá trị trong lĩnh vực hàng không và quân sự. Ví dụ, phi công trực thăng của Quân đội Hoa Kỳ đang chuyển sang sử dụng máy tính bảng làm túi bay điện tử, mang lại lợi thế đồng bộ hóa nhanh chóng và thuận tiện cho các nhóm người dùng lớn và cập nhật thông tin liền mạch. Các nhà tuyên úy của Quân đội Hoa Kỳ được triển khai thực địa cùng với quân đội viện dẫn khả năng truy cập các quy định của Quân đội, sổ tay thực địa và các thông tin quan trọng khác để hỗ trợ các dịch vụ của họ; tuy nhiên, việc tạo ra năng lượng, loa và ba lô máy tính bảng cũng cần thiết cho các nhà tuyên úy.